# جيك ويد
جيك ويد (بالإنجليزية: Jake Wade) هو لاعب كرة قاعدة أمريكي، ولد في 1 أبريل 1912 في مورهيد سيتي في الولايات المتحدة، وتوفي في 1 فبراير 2006 في Wildwood, North Carolina ‏ في الولايات المتحدة.

## وصلات خارجية
- جيك ويد على موقعبيزبول رفرنس.كوم (الدوري الرئيسي) (الإنجليزية)
- جيك ويد على موقع جمعية أبحاث البيسبول الأمريكية (الإنجليزية)